# St. Gabriel
St. Gabriel är en stad (city) i Iberville Parish i Louisiana. Orten fick status som city år 1993. Vid 2020 års folkräkning hade St. Gabriel 6 433 invånare.